# Các đền thờ thời Chola
Các đền thờ thời Chola là một Di sản thế giới được UNESCO công nhận nằm miền Nam Ấn Độ bao gồm các đền thờ Hindu được xây dựng dưới thời Chola. Các đền đài này nằm ở bang Tamil Nadu, bao gồm Đền thờ Brihadisvara tại Thanjavur, đền thờ Gangaikonda Cholapuram và đền thờ Airavatesvara tại Darasuram. Đền Brihadisvara được công nhận vào năm 1987 và hai đền thờ còn lại được thêm vào năm 2004 như là một phần mở rộng của di sản này.

## Vị trí

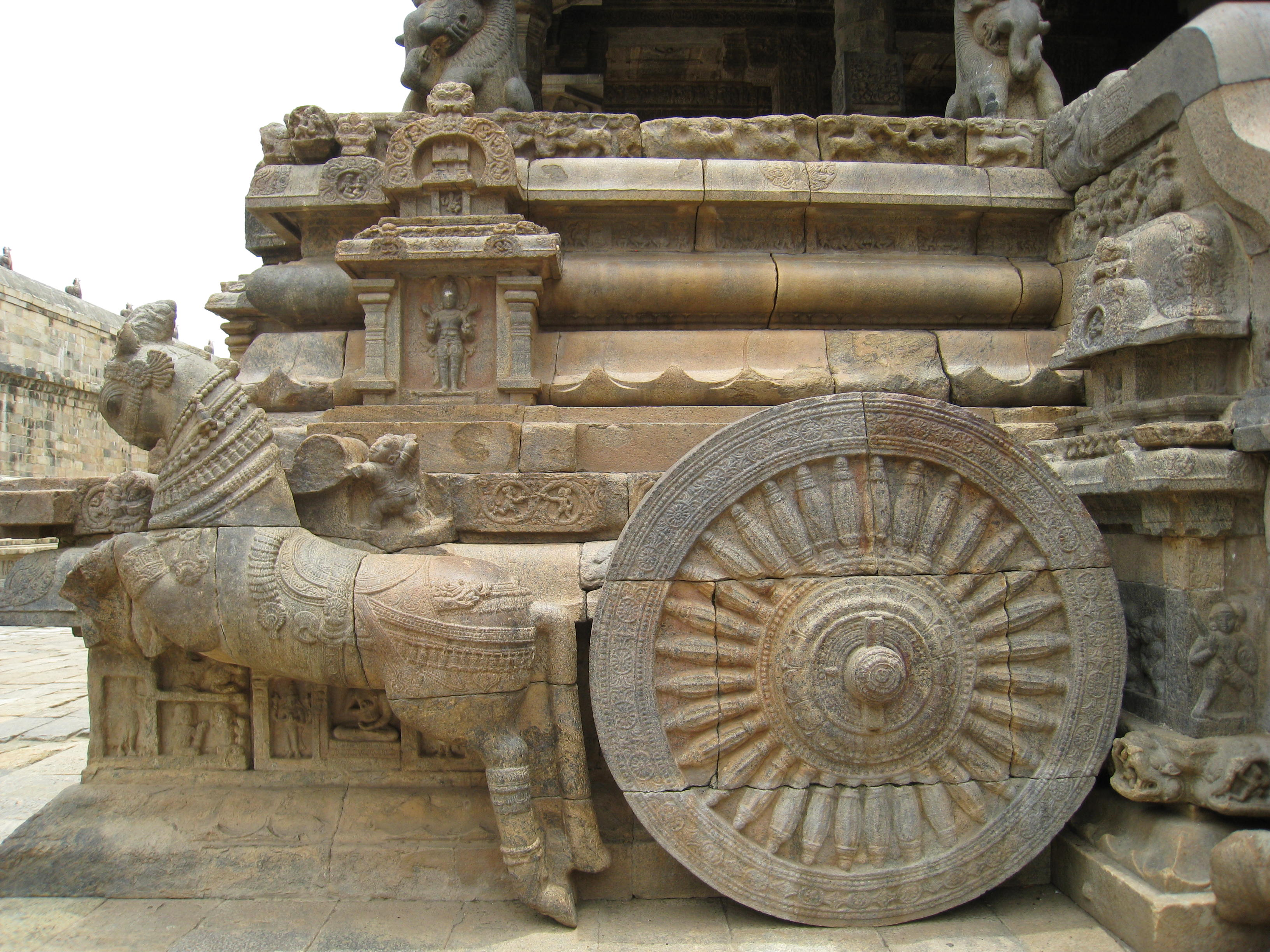
Vị trí Chariot detail, Airavatesvara, Tamil Nadu

Đền Brihadeeswarar nằm ở thành phố Thanjavur, cách Chennai khoảng 350 km về phía tây nam, còn Gangaikonda Cholapuram và Airavatesvara nằm cách tương ứng là 70 kilômét (43 mi) và 40 kilômét (25 mi) về phía đông bắc của đền Brihadeeswarar. Thanjavur nối với các thành phố khác bằng mạng lưới đường sắt, dịch vụ xe buýt cũng như thông qua Quốc lộ 67, 24, 134. Gần di sản này cũng có một sân bay dân dụng có chuyến bay nội địa không thường xuyên, trong khi sân bay quốc tế cách đó 55 kilômét (34 mi) là Sân bay quốc tế Tiruchirappalli.

## Mô tả

### Đền Airavatesvara

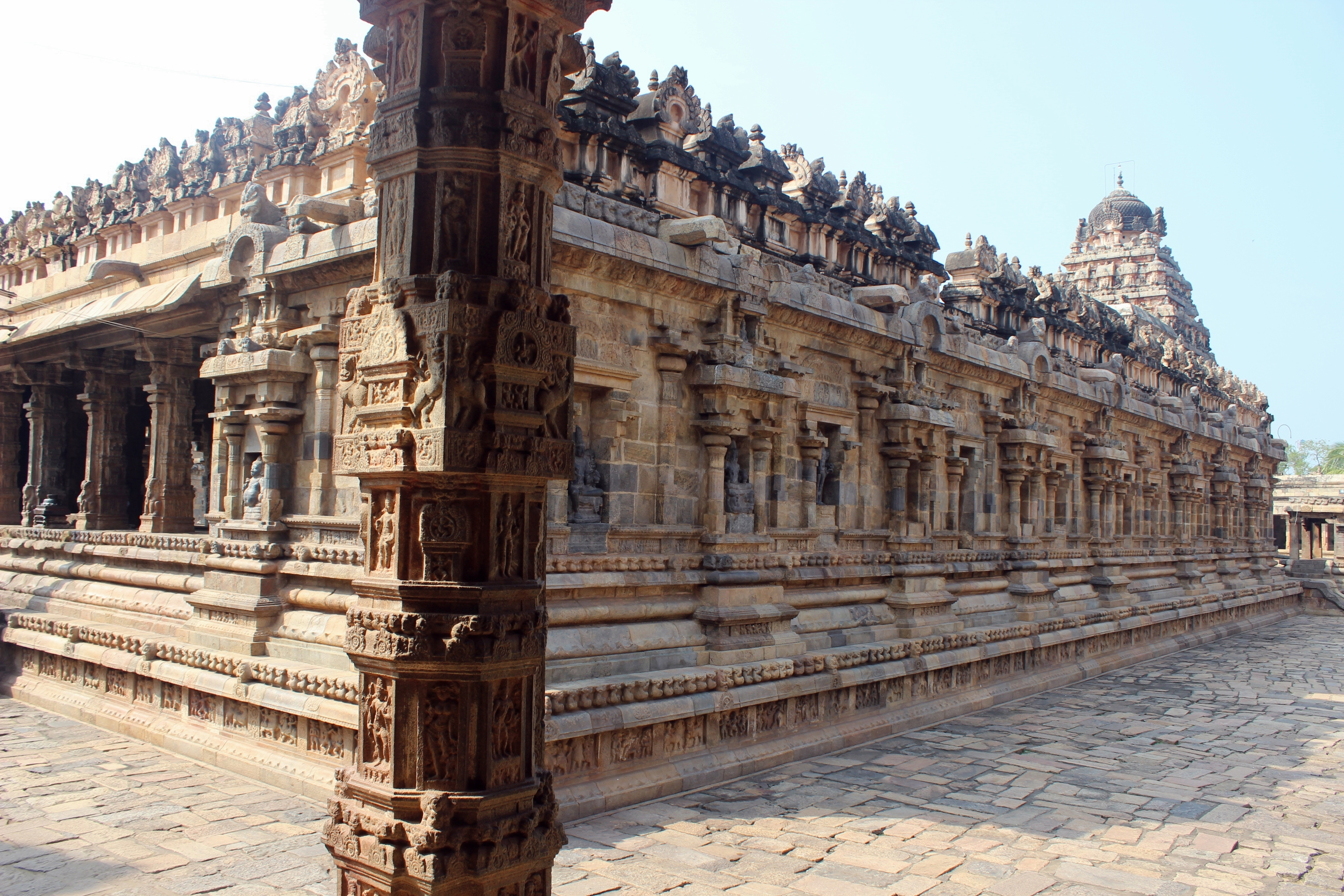
Một cột đá mang phong cách kiến trúc Dravidian trong đền Airavatesvara.

Đền Airavatesvara nằm ở thị trấn Darasuram, gần Kumbakonam là một đền thờ hoàn thành vào năm 1166. Nó là một trong số 18 ngôi đền Hindu lớn thời Trung Cổ lớn ở khu vực Kumbakonam. Đây là đền thờ dành riêng cho thần Shiva. Nó cũng là nơi thiêng liêng cung kính đối với hai vị thần truyền thống của Ấn Độ giáo là Vaishnavism và Shaktism, cùng với truyền thuyết về 63 người Nayanar, được coi là các vị thánh Phong trào Bhakti của Shaivism.
Đây là một đền thờ đá kết hợp với hình dáng của một chiếc xe ngựa với hình ảnh của các vị thần của Vệ đà và Ấn Độ giáo như Indra, Agni, Varuna, Vayu, Brahma, Surya, Vishnu, Saptamtrikas, Durga, Saraswati, Lakshmi, Ganga, Kama, Rati. Ngôi đền lớn hơn nhiều và từng có bảy sân trong với các chữ khắc nhưng chỉ còn một sân còn tồn tại. Đền thờ chính và các đền thờ có liên quan đứng độc lập. Hàng năm, đền thờ này thu hút rất nhiều những người hành hương theo đạo Hindu ghé thăm.

### Đền Brihadisvara

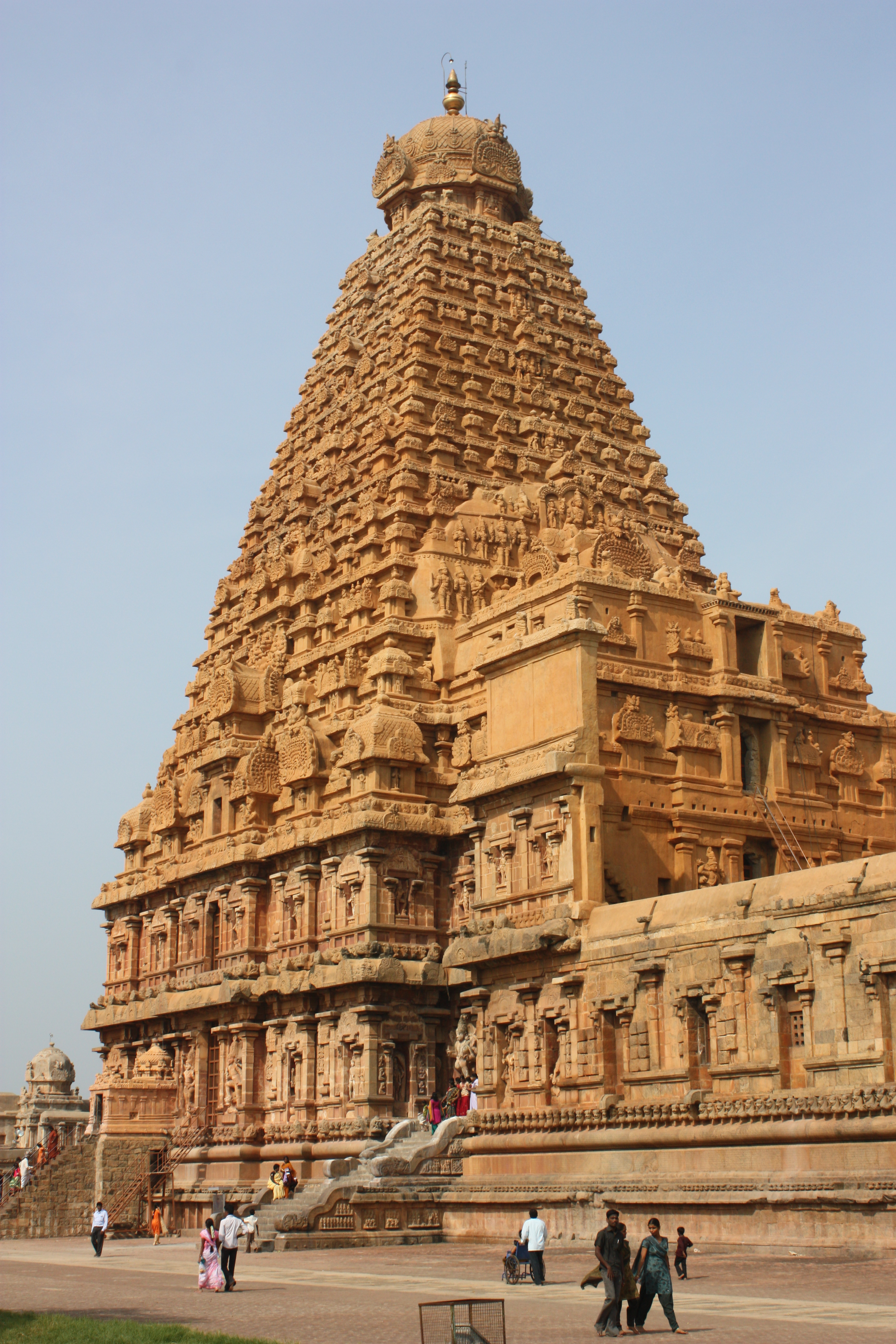
Sri-vimana của đền thờ Brihadeeswarar.

Đền Brihadisvara tại Thanjavur là một ngôi đền Hindu dành riêng cho thần Shiva. Nó là một trong số những đền thờ lớn nhất Nam Ấn và là hình mẫu chuẩn mực về kiến trúc Tamil Nadu. Nó được xây dựng bởi vị hoàng đế kiệt xuất của Chola Raja Raja Chola I từ năm 1003 đến 1010. Di tích ban đầu của ngôi đền thế kỷ 11 được xây dựng xung quanh một con hào. Nó bao gồm tháp cổng Gopura, đền thờ chính, tháp lớn, chữ khắc, phù điêu và các tác phẩm điêu khắc liên quan đến Shaivism, Vaishnavism và Shaktism trong truyền thống Ấn Độ. Ngôi đền đã bị hư hại trong quá khứ và một số tác phẩm nghệ thuật hiện đang mất tích. Mandapam và di tích bổ sung đã được thêm vào trong nhiều thế kỷ sau đó. Ngôi đền hiện đang đứng giữa những bức tường kiên cố được thêm vào sau thế kỷ 16.
Đền thờ được xây bằng đá granit, với tháp Vimana phía trên chính điện là một trong những tòa tháp cao nhất Nam Ấn. Nó có một hành lang lớn và là một trong số linga Shiva lớn nhất tại Ấn Độ. Nó nổi tiếng với những tác phẩm điêu khắc chất lượng cũng như là nơi có tác phẩm Nataraja (Chúa tể khiêu vũ) thế kỷ 11 bằng đồng thau. Quần thể này bao gồm các đền thờ của Bò thần Nandi, Amman, Subrahmanyar, Ganesha, Sabhapati, Dakshinamurti, Chandesrvarar, Varahi và nhiều vị thần khác. Công trình là một trong số những địa điểm thu hút khách du lịch nhất tại Tamil Nadu.

### Đền Gangaikonda Cholapuram

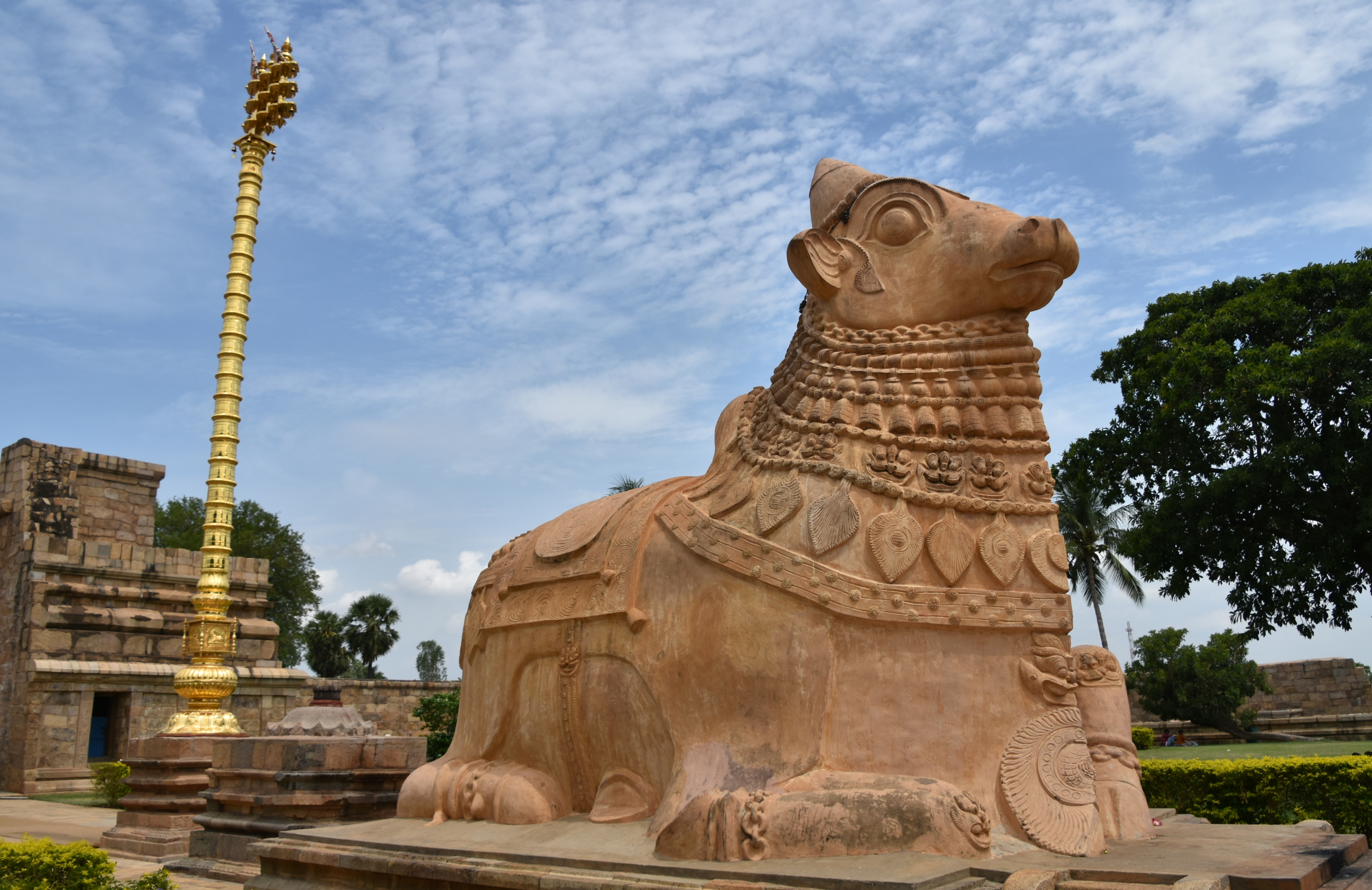
Tượng thần bò Nandi quay mặt với chính điện ở Gangaikonda Cholapuram.

Đền Gangaikonda Cholapuram là một đền thờ Hindu nằm tại thị trấn Gangaikonda Cholapuram, cách đền thờ Brihadisvara khoảng 70 kilômét (43 mi). Được hoàn thành vào năm 1035 bởi Rajendra Chola I như một phần kiến trúc của kinh đô mới. Đền thờ Chola này có thiết kế và tên gọi tương tự như từ thế kỷ 11, và đôi khi được gọi là đền Gangaikondacholapuram.
Đây là đền thờ dành riêng cho thần Shiva trên khu vực đất hình vuông nhưng đền thờ cũng tôn thờ chủ nghĩa Vaishnavism, Shaktism và khá đồng bộ với Ấn Độ giáo với các bức tượng của Vishnu, Durga, Surya, Harihara, Ardhanishvara. Ngoài đền thờ chính với Linga, quần thể còn bao gồm các đền thờ nhỏ, cổng tháp Gopura và nhiều di tích khác. Ngôi đền nổi tiếng với các tác phẩm điêu khắc bằng đồng, tác phẩm nghệ thuật trên các bức tường, tượng thần bò Nandi.